# Śpiąca kobieta (obraz Francisca Goi)
Śpiąca kobieta (hiszp. Mujer dormida) – obraz olejny hiszpańskiego malarza Francisca Goi znajdujący się w prywatnej kolekcji w Madrycie.

## Okoliczności powstania
Możliwe, że ten obraz jest jednym z trzech dzieł namalowanych przez Goyę dla przyjaciela, kupca Sebastiána Martíneza. W 1792 roku Goya spędził w jego domu, w Kadyksie, niemal pół roku, kiedy podróżując do Andaluzji poważnie zachorował. Namalował wówczas jego portret i inne obrazy. Podłużny kształt, rozmiary oraz obniżony punkt widzenia wskazują na to, że był to rodzaj obrazu przeznaczonego do powieszenia na znacznej wysokości: nad drzwiami wejścia do pokoju, w nadprożu lub nad półką kominka. Według informacji zawartych w Viaje de España a Francia e Italia Nicolása de la Cruz Bahamonde hrabiego de Maule, w kolekcji Martíneza znajdowały się trzy obrazy o tym specyficznym formacie. Prawdopodobnie były to Śpiąca kobieta, Sen i Rozmawiające kobiety. Data powstania obrazu nie jest znana. Według analizy hrabiego de Maule styl tego dzieła jest zbliżony do dwóch obrazów gabinetowych: Rozbitkowie na morzu i Pożar nocą, które Goya namalował w czasie pobytu w Kadyksie. Lafuente Ferrari wskazuje na podobieństwa z freskami w kościele San Antonio de la Florida w Madrycie, które powstały w 1798 roku.

## Opis obrazu
Młoda kobieta o jasnych włosach leży na sianie, przestrzeń wokół niej jest trudna do zdefiniowania, być może jest to spichlerz. W tle widać drzewa i krzewy o rozmytych konturach. Śpi spokojnie, opierając głowę na prawej ręce, podczas gdy lewa jest ukryta za plecami. Jej prosty, lecz elegancki strój wskazuje, że nie jest to wieśniaczka ani maja. Ma na sobie jasną suknię z wysokim stanem, krótkim rękawem i dużym dekoltem. Jasne, kręcone włosy są zebrane niebieską chustką zawiązaną na karku. Czerwony koc, który przykrywa biodra i nogi, w sugestywny sposób podkreśla ich krągłości, a ozdobna szarfa na jego brzegu podkreśla okolice łona. Spod koca wystaje noga w białej pończosze i eleganckim spiczastym, szarym buciku. Strój podkreśla zmysłowość kobiety, w pozie bezbronnej śpiącej piękności. Wyczuwalna jest atmosfera gorącego lata, upał sprawił, że zaczerwieniły się policzki kobiety, wywołał znużenie i sen.
Strumień ciepłego światła skupia się na dekolcie kobiety, a rozproszone światło ma źródło w tle. Podobny efekt świetlny ma obraz Rozmawiające kobiety. Pomimo że postać jest nieruchoma, jej postura ma cechy kontrapostu: jedna noga jest zgięta, a druga wyprostowana, podobnie jak ręce. Ze względu na posturę i strój obraz jest porównywany do późniejszego Portretu markizy Santa Cruz i obrazów Maja naga i Maja ubrana. Cechy wspólne takie jak postura i światło mają także obrazy Śpiąca kobieta i Pokutująca Maria Magdalena Gaspara Becerry. Temat snu często pojawia się w twórczości Goi – w sposób dosłowny np. na projekcie do tapiserii Praczki lub alegoryczny np. Gdy rozum śpi, budzą się demony.
Obraz może także przedstawiać alegorię lata; być może istniały pozostałe trzy pory roku. Świadczy o tym bogaty strój – czerwony płaszcz i biała suknia oraz słoma będąca aluzją do żniw należą do ikonografii lata. Podobnie przedstawiano także boginię Ceres, śpiącą na polu lub w pobliżu źródła.

## Proweniencja
Obraz pochodzi z kolekcji Francisca Acebala y Arratii, który prawdopodobnie kupił go od syna Goi, Javiera. Odziedziczył go Antonio Mac-Crohon, którego prywatna kolekcja znajdowała się w Madrycie.